# Мала Стрмица
Мала Стрмица (словен. Mala Strmica) је насељено место у општини Шмарјешке Топлице, регија Југоисточна Словенија, Словенија.

## Историја
До територијалне реорганизације у Словенији била је у саставу старе општине Ново Место.

## Становништво
У попису становништва из 2011. године, Мала Стрмица је имала 26 становника.
| Број становника према пописима | Број становника према пописима | Број становника према пописима |
| ------------------------------ | ------------------------------ | ------------------------------ |
| 1991                           | 2002                           | 2011                           |
| 29                             | 26                             | 26                             |